# 리코셰 로봇

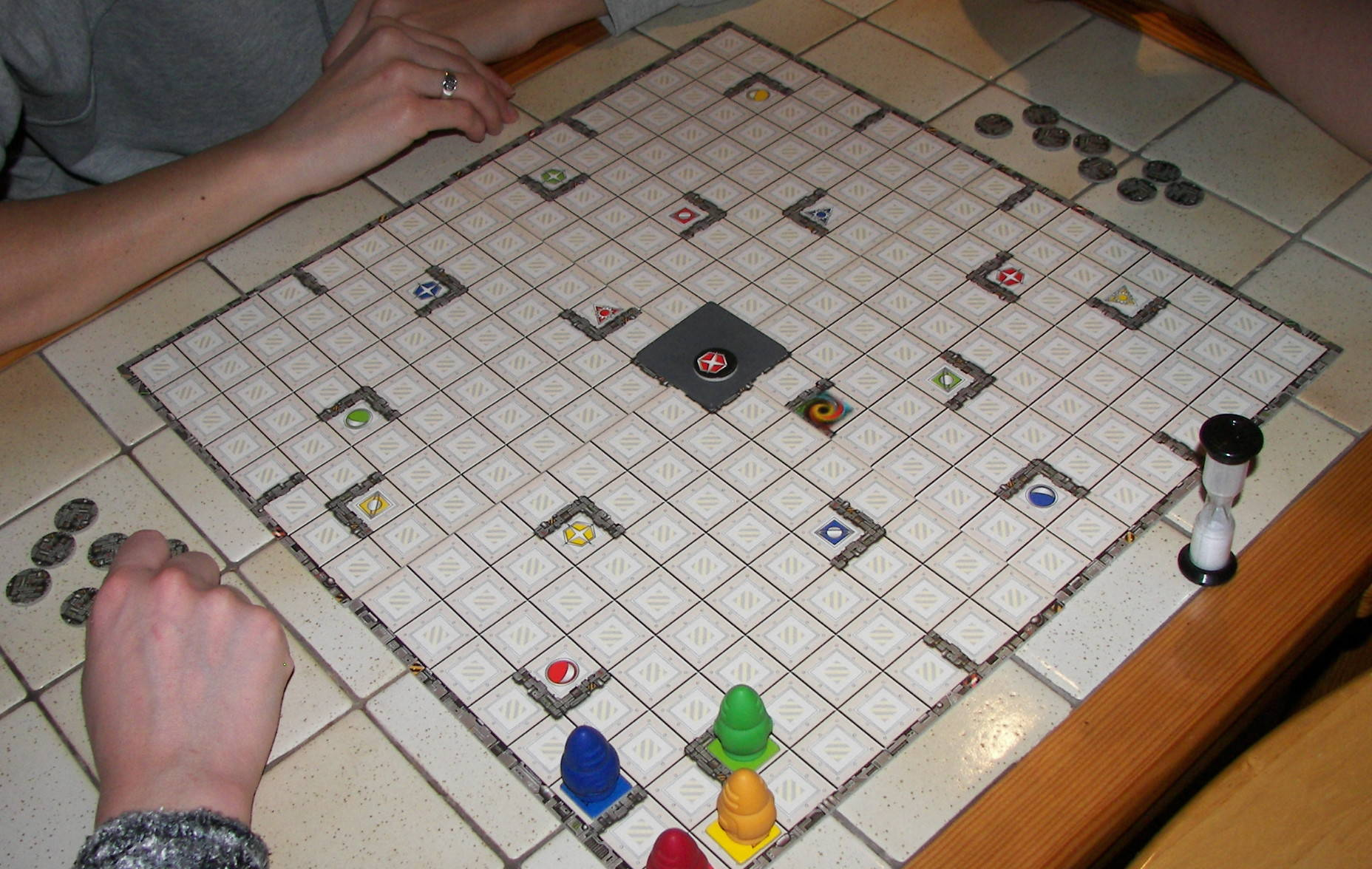

리코셰 로봇(Ricochet Robot)은 2명 이상이 즐길 수 있는 퍼즐 보드 게임으로 알렉스 랜돌프(Alex Randolph)가 설계했다. 로봇(게임 조각)을 가능한 적게 움직여 선택한 장소로 이동하며, 로봇의 이동에는 엄격한 제한이 따른다. 게임은 Rasende Roboter로서 1999년 독일에서 첫 출판됐으며, 리오 그란데 게임사(Rio Grande Games)가 영문판을 출판했다. 한국어 판은 '총알탄 로봇'으로 번역되어 판매되고 있다.

## 게임 플레이
게임 보드는 양면이 사용 가능한 4개의 조각 보드로 구성돼 있으며, 각 조각 보드는 코너 한쪽에 구멍이 있다. 이 코너에 있는 구멍들은 게임 보드의 중앙인 센터피스(Centerpiece - 보드 조각들을 지탱할 수 있도록 4개의 축으로 된 플라스틱 조각)에서 만난다. 또한, 보드 조각들을 바꿔 넣거나 뒤집어서 96개의 다양한 게임보드 배열을 만들 수 있다. 17개의 칩으로, 16개에는 보드 배경에 있는 색상 부호가 있으며, 1개에는 보드 필드와 정확하게 대응하는 다색 부호가 있다. 게임을 시작할 때, 색상 로봇 4개(필드에 칠해진 색상과 매치)를 보드에 무작위로 배치하고 한 개의 칩을 뒤집어 놓는다.
로봇을 가능한 적게 이동해 뒤집어 놓은 칩이 지시하는 필드로 해당되는 색상 로봇을 데려다 놓는 것이 게임의 목적이다. 로봇들은 가로 또는 세로로 이동할 수 있고 장애물을 만날 때까지 멈출 수 없으며, 장애물은 벽이나 다른 로봇이 될 수 있다. 플레이어들중 한 명이 해결책을 찾으면, 그 플레이어는 로봇이 사용한 움직임의 총 수를 명시한 후 타이머를 시작한다. 그러면 시간이 다 될 때까지 모든 플레이어들은 자기 자신들의 해결책을 위한 움직임 수를 진술할 기회가 있다. 그 후에 가장 작은 이동의 수를 진술한 플레이어가 자신의 해결책을 보여준다. 진술한 만큼의 이동 수 또는 그 보다 적은 수로 해결책을 입증하면 그 칩을 얻는다. 그렇지 않으면, 계속해서 다음으로 높은 수를 가진 선수가 시도한다. 그런 후, 새 칩을 뒤집어서 새 라운드를 시작한다. 17개의 칩이 모든 사용된 후, 가장 많은 칩을 가진 플레이어가 승리한다.

## 문제 해결 의미
리코셰 로봇은 인간과 컴퓨터의 문제 해결 기술을 분석하는 좋은 게임이라는 연구자료가 있다. 비록 복잡성이 급격하게 증가해도 '다항식 시간 알고리즘(polynomial time algorithms)으로 해결할 수 있다. 가능한 자리가 비교적 낮은 로봇 개수(4개 또는 5개 )에 의해 제한되어 효율적인 알고리즘으로 가능한 모든 지수를 찾을 수 있다.

## 판본
리오 그란데 게임사(Rio Grande Games)는 3 판을 출판했다. 첫 판은 리코셰 로봇(Ricochet Robot)으로 '로봇'이 단수로 표기되어 있다. 원판, Rasende Roboter과 동일하며 3판으로 대치됐다.
두 번 째 판은 리코셰 로봇들(Ricochet Robots)이라고 불리며 파란색으로 포장되어 있어 블루 버전(Blue Version)이라고도 한다. 검정 로봇 및 45도 벽이 게임 보드에 추가되어 게임이 복잡해졌다. 두 번째 판의 보드들은 원판 또는 세 번째 판과 호환 가능하며 섞어서 사용할 수 있다. 현재 절판됐다.
세 번째 판은 리코셰 로봇들(Ricochet Robots)이라고 불리지만 추가된 은색 로봇을 제외하고는 원판과 동일하다.